# Sarcey (Alt Marne)
Sarcey és un municipi francès situat al departament de l'Alt Marne i a la regió del Gran Est. L'any 2007 tenia 109 habitants.

## Demografia

### Població
El 2007 la població de fet de Sarcey era de 109 persones. Hi havia 40 famílies de les quals 8 eren unipersonals (8 dones vivint soles i 8 dones vivint soles), 12 parelles sense fills i 20 parelles amb fills.
La població ha evolucionat segons el següent gràfic:
Habitants censats

### Habitatges
El 2007 hi havia 50 habitatges, 41 eren l'habitatge principal de la família, 5 eren segones residències i 4 estaven desocupats. Tots els 50 habitatges eren cases. Dels 41 habitatges principals, 35 estaven ocupats pels seus propietaris i 6 estaven llogats i ocupats pels llogaters; 2 tenien tres cambres, 16 en tenien quatre i 23 en tenien cinc o més. 30 habitatges disposaven pel capbaix d'una plaça de pàrquing. A 9 habitatges hi havia un automòbil i a 27 n'hi havia dos o més.

### Piràmide de població
La piràmide de població per edats i sexe el 2009 era:
| Homes | Edats   | Dones |
| ----- | ------- | ----- |
| 0     | 95 o +  | 0     |
| 0     | 90 a 94 | 0     |
| 0     | 85 a 89 | 1     |
| 0     | 80 a 84 | 3     |
| 2     | 75 a 79 | 1     |
| 2     | 70 a 74 | 5     |
| 2     | 65 a 69 | 3     |
| 2     | 60 a 64 | 1     |
| 0     | 55 a 59 | 1     |
| 2     | 50 a 54 | 2     |
| 5     | 45 a 49 | 3     |
| 4     | 40 a 44 | 6     |
| 4     | 35 a 39 | 1     |
| 2     | 30 a 34 | 5     |
| 3     | 25 a 29 | 3     |
| 2     | 20 a 24 | 3     |
| 4     | 15 a 19 | 3     |
| 6     | 10 a 14 | 1     |
| 2     | 5 a 9   | 4     |
| 3     | 0 a 4   | 3     |

## Economia
El 2007 la població en edat de treballar era de 62 persones, 55 eren actives i 7 eren inactives. De les 55 persones actives 50 estaven ocupades (25 homes i 25 dones) i 5 estaven aturades (2 homes i 3 dones). De les 7 persones inactives 4 estaven estudiant i 3 estaven classificades com a «altres inactius».
Activitats econòmiques
L'únic establiment que hi havia el 2007 era d'una empresa classificada com a «altres activitats de serveis».
L'únic servei als particulars que hi havia el 2009 era una perruqueria.
L'any 2000 a Sarcey hi havia 6 explotacions agrícoles.

## Poblacions més properes
El següent diagrama mostra les poblacions més properes.